# Estussan
Estussan est une ancienne commune de Lot-et-Garonne. Créée durant la Révolution, elle est rattachée à la commune de Lavardac en 1841.

## Histoire
Occupé au moins depuis l'époque romaine, Estussan se trouvait sur une voie annexe de la Ténarèze.
Au Moyen Âge, le village fut assiégé par Jourdain de l'Isle, fondateur de la bastide de Vianne.
En 1320, l'église d'Estussan est mentionnée dans une bulle du pape Jean XXII.
À la Révolution française, Estussan est érigée en commune. Cependant, son déclin démographique entraîne[réf. souhaitée], en 1841, son absorption par la commune de Lavardac.

## Population et société

### Démographie
| 1793 | 1800 | 1806 | 1821 | 1831 | 1836 |
| ---- | ---- | ---- | ---- | ---- | ---- |
| 206  | 212  | 252  | 300  | 302  | 302  |